# Kosmos 2471
Kosmos 2471, ruski navigacijski satelit (globalno pozicioniranje) iz programa Kosmos. Vrste je GLONASS-K (Glonass K1 br. 701, Uragan-K1 br. 11 L). 
Lansiran je 26. veljače 2011. godine u 03:07 UT s kozmodroma Pljesecka. Lansiran je u srednje visoku orbitu oko planeta Zemlje raketom nosačem Sojuz-2.1b/Fregat 8K72K. Orbita mu je 19251 km u perigeju i 19719 km u apogeju. Orbitna inklinacija mu je 64,77°. Spacetrackov kataloški broj je 37139. COSPARova oznaka je 2011-009-A. Zemlju obilazi u 689,89 minuta. Pri lansiranju bio je mase 962 kg.
Nova je generacija satelita Glonass. Manji je od prijašnjih platforma i prenosi više navigacijskih signala te je projektiran da će moći duže trajati, barem deset godina. Ima pet navigacijskih kanala, četiri na posebnim pojasima L1 i L3 i jedan za civilne namjene u pojasu L3. 
Razgonski blok (međuorbitni tegljač) Fregat 14S44 br. 1026 ostao je iz ove misije u srednje visokoj orbiti nekoliko kilometara nižoj od satelita.

## Vanjske poveznice
- Glonass  Arhivirana inačica izvorne stranice od 18. lipnja 2006. (Wayback Machine) (rus.)
- Glonass Constellation Status (engl.)
- N2YO.com Search Satellite Database (engl.)
- Celes Trak SATCAT Format Documentation (engl.)
- Kunstman  Arhivirana inačica izvorne stranice od 12. kolovoza 2019. (Wayback Machine) Satellites in Orbit (engl.)